# Stereodon giganteus
Stereodon giganteus là một loài Rêu trong họ Hypnaceae. Loài này được (Schimp.) Mitt. mô tả khoa học đầu tiên năm 1864.